# (7023) 1992 KE
(7023) 1992 KE (1992 KE, 1977 NL, 1980 EL1) — астероїд головного поясу.
Тіссеранів параметр щодо Юпітера — 3,468.